# دون هاتسون
دون هاتسون (بالإنجليزية: Don Hutson)‏ هو لاعب كرة قدم أمريكية أمريكي، ولد في 31 يناير 1913 في باين بلاف في الولايات المتحدة، وتوفي في 26 يونيو 1997 في رانتشو ميراج في الولايات المتحدة.

## وصلات خارجية
- دون هاتسون على موقع مرجع كرة القدم المحترفة.كوم (الإنجليزية)
- دون هاتسون على موقع قاعة ألاباما للمشاهير الرياضية (مؤرشف) (الإنجليزية)
- دون هاتسون على موقع IMDb (الإنجليزية)
- دون هاتسون على موقع الموسوعة البريطانية (الإنجليزية)
- دون هاتسون على موقع إن إن دي بي (الإنجليزية)